# 三宅由佳莉
三宅由佳莉（日语：／ Miyake Yukari、1986年12月14日—）是日本岡山縣出身的歌手和海上自衛隊現役人員，隸屬部隊為海自東京音樂隊。
三宅於1986年誕生於岡山縣的倉敷市，曾參加兒童合唱團。後從岡山城東高校普通科音樂系、日本大學藝術學院音樂系聲樂課程畢業，曾在渡邊馨及聲樂家山田美保子門下學習，離校後的2009年即加入海上自衛隊。經歷5個月的基礎訓練後，作為女高音被分發到海自東京音樂隊，後成為自衛隊陸海空三大部隊中唯一專職歌唱的隊員。2013年時，她推出首張個人專輯，於一週內登上古典樂排行榜第一名。2014年時，她的演唱曲獲得第6回CD店大獎的古典獎。